# Pachypanchax
Pachypanchax – rodzaj ryb karpieńcokształtnych z rodziny szczupieńczykowatych (Aplocheilidae).

## Klasyfikacja
Gatunki zaliczane do tego rodzaju:
- Pachypanchax arnoulti
- Pachypanchax omalonotus – szczupieńczyk madagaskarski[3]
- Pachypanchax patriciae
- Pachypanchax playfairii – szczupieńczyk Playfaira[4]
- Pachypanchax sakaramyi
- Pachypanchax sparksorum
- Pachypanchax varatraza

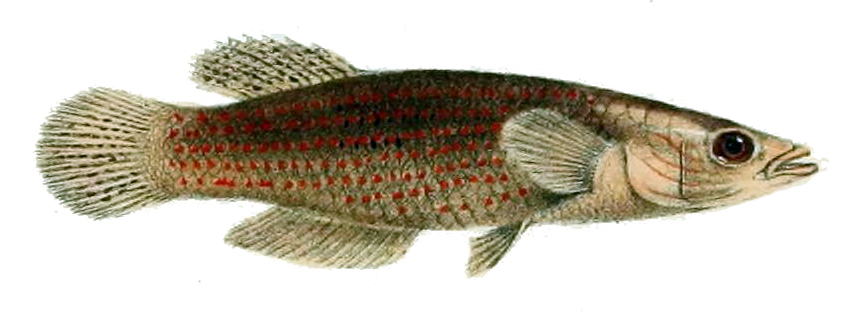
Pachypanchax playfairii